# Giovane donna al bagno in un ruscello
Giovane donna al bagno in un ruscello è un dipinto a olio su tavola (61,8x47 cm) realizzato nel 1654 dal pittore Rembrandt Harmenszoon Van Rijn.
È conservato nella National Gallery di Londra.
L'opera è firmata e datata "REMBRANDT F 1654".

## Descrizione
La donna, dopo aver posato i suoi vestiti su un masso che si può vedere alle sue spalle, si trova con le gambe in parte immerse nel fiume, indossando solo una camiciola. La posa non è statica e rappresenta un gesto molto limpido. Il quadro è caratterizzato da straordinari effetti cromatici e l'angolo visivo è molto ristretto.

## Iconografia
Come nel caso di Giovane donna a letto, anche per questo dipinto non si hanno certezze riguardo alla possibile iconografia: alcuni vi riconoscerebbero il bagno di Betsabea. Altri studiosi invece sostengono che la donna nel dipinto sia Hendrikje, la compagna di Rembrandt. Altra ipotesi di iconografia mitologica individua la ragazza come la ninfa Aretusa, che si immerge nuda nel fiume Alfeo, il quale poi si muterà in uomo per possederla.